# Urolophus viridis
Urolophus viridis е вид хрущялна риба от семейство Urolophidae. Видът е световно застрашен, със статут Уязвим.

## Разпространение
Разпространен е в Австралия (Виктория, Куинсланд, Нов Южен Уелс и Тасмания).